# Gulli, le mag
Ne doit pas être confondu avec Gulli Mag (émission de télévision).
Gulli, le mag est un magazine dérivé de la chaîne Gulli, qui existe depuis juillet 2008. Ce magazine est publié tous les deux mois.
Le magazine contient des jeux, des bandes dessinées, et des articles d'actualité traitant de thèmes divers. Des posters sont adjoints à chaque numéro. Les 5 premiers numéros comportaient les fiches a collectionner ainsi que le livret : “ton mini-mag 100 % doc”.
Le prix au numéro est de 3,90 € (l'ancien prix jusqu'au 5e numéro était de 4,50 €, et les hors-séries coûtent 4,90 €),.

## Dirigeants deGulli, le mag
- Fondateur : Muriel Tallandier
- Éditrice déléguée : Ingrid Gautier
- Directeur de publication / Éditeur : Muriel Tallandier
- Rédacteur en chef : Nadège Tébréne
- Siège social : 59, rue des petites écuries Paris 10
- Capital : Gulli, le mag est édité par PRESSMAKER